# Edith Hudson
Pour les articles homonymes, voir Hudson.
Edith Hudson (née en 1872) est une infirmière et suffragette britannique, membre de la branche d'Édimbourg de la Women's Social and Political Union.

## Biographie
Edith Hudson naît en 1872 en Écosse Elle est infirmière à Édimbourg, puis se consacre au mouvement suffragiste.
Edith Hudson est membre de la branche d'Édimbourg de la Women's Social and Political Union (WSPU) et participe à des manifestations en Écosse et à Londres. Elle organise des réunions de l'Union à son domicile de Melville Pace. Elle est arrêtée une première fois en décembre 1909 lors d'une manifestation organisée à l'occasion d'un discours prévu du député libéral Edward Gray. Elle est accusée de trouble à l'ordre public et plaide coupable, mais elle indique que ses actions étaient « purement politiques » et nécessaires car le gouvernement refuse d'entendre des questions sur le droit de vote des femmes qui ont été posées de manière constitutionnelle et pacifique Elle est condamnée à une amende de 5 £ ou à trente jours d'emprisonnement, et elle choisit d'aller en prison. Elle est incarcérée à la prison de Calton à Édimbourg, avec une autre suffragette, Elsie Roe-Brown. Des membres de la WSPU d'Édimbourg se rassemblent devant la prison pour encourager les deux détenues.
Elle participe le 21 novembre 1911 à une manifestation de la WSPU à la Chambre des communes, avec d'autres militantes suffragistes d'Édimbourg, dont Jessie C. Methven, Alice Shipley, Elizabeth et Agnes Thomson et Mme N. Grieve Elle fait partie des nombreuses manifestantes arrêtées ce jour-là. Hudson avait déjà été arrêtée à Londres en novembre 1910.

### Grèves de la faim

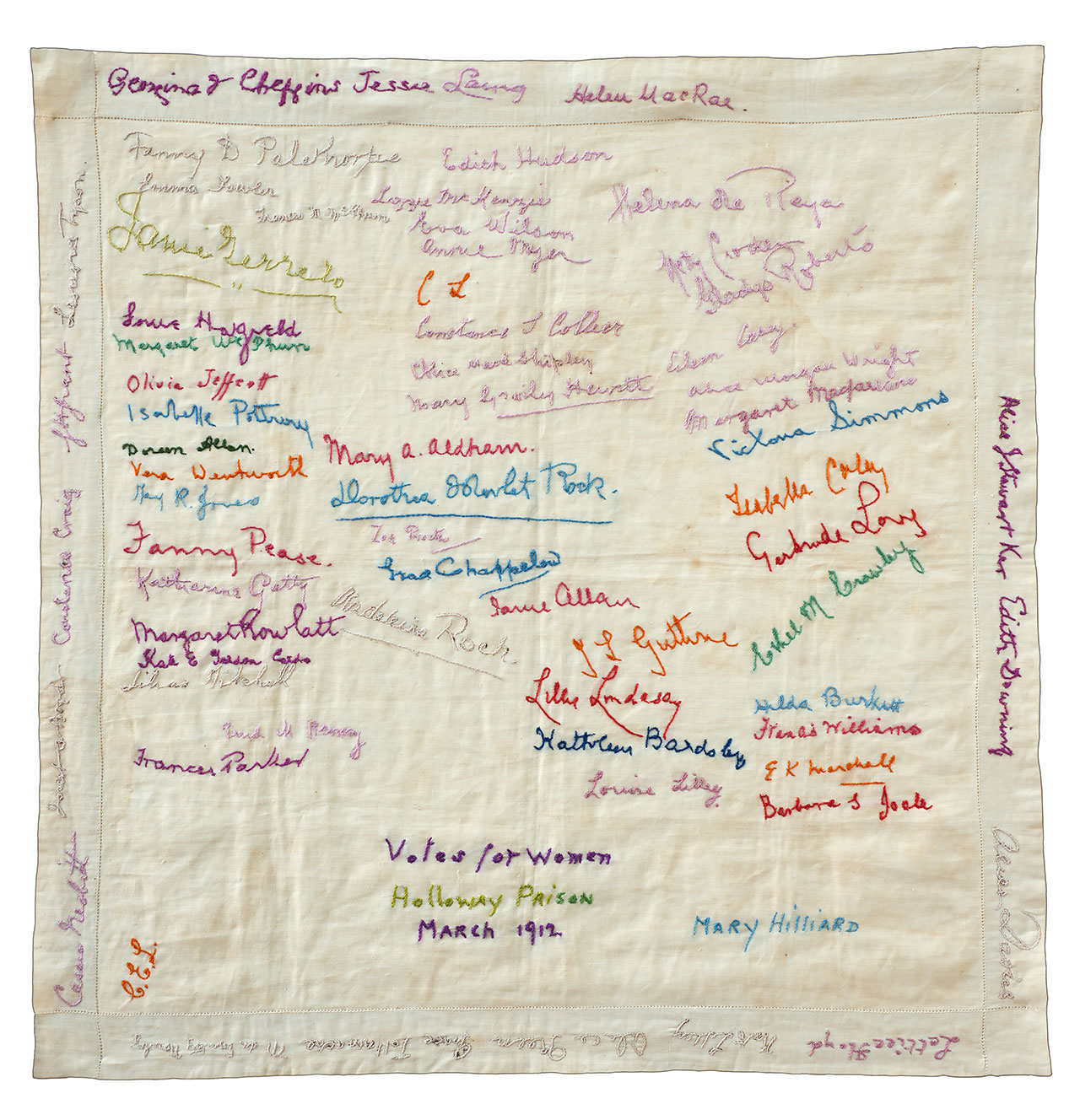
Edith Hudson est signataire du mouchoir des suffragettes.

En mars 1912, Hudson participe à la campagne de bris de vitre organisée par la WSPU à Londres. Elle est condamnée à une peine qu'elle effectue à la prison de Holloway. Elle entame une grève de la faim et est nourrie de force,.
En mai 1913, Edith Hudson est accusée d'avoir tenté de mettre le feu à la tribune de l'hippodrome de Kelso, avec Arabella Scott, Elizabeth Thomson et Agnes Thomson, et elle est condamnée à neuf mois d'emprisonnement à la prison de Calton. Les prisonnières font une grève de la faim et sont libérées, après sept jours, en vertu du Cat and Mouse Act.
Edith Hudson reçoit une Hunger Strike Medal « pour la vaillance » décernée par la WSPU.
Après sa libération, elle séjourne chez le Dr Grace Cadell, qui offrait son hospitalité aux suffragettes libérées. Elle y est interviewée par un journaliste qui indique qu'elle est suffisamment en forme pour retourner finir sa peine à la prison de Calton. Cependant, aucune des suffragettes libérées en vertu du Cat and Mouse Act n'est revenue en prison et Edith Hudson, quant à elle, a « disparu ».
Comme beaucoup de suffragettes à l'époque, Edith Hudson utilise un pseudonyme pour échapper à la police et est également connue sous l'identité de Mary Brown,.